# Tell Me I'm Alive
Tell Me I'm Alive es el noveno álbum de estudio de la banda de rock estadounidense All Time Low. Fue lanzado el 17 de marzo de 2023 y es su tercer lanzamiento con Fueled by Ramen después de Wake Up, Sunshine (2020).

## Antecedentes
El lanzamiento de Wake Up, Sunshine en abril de 2020 coincidió con la pandemia de COVID-19, lo que impidió que la banda hiciera giras. Continuaron escribiendo música en medio de cierres globales; En el transcurso de dos años, la banda escribió aproximadamente 30 canciones, algunas de las cuales se convirtieron en temas de Tell Me I'm Alive. El vocalista Alex Gaskarth y el guitarrista Jack Barakat afirmaron que muchos de los temas del álbum, como la soledad, se extrajeron de emociones y experiencias que habían presenciado durante la pandemia.

## Composición
Los críticos de Tell Me I'm Alive han descrito el álbum como una mezcla de pop rock y pop punk. Las pistas del álbum cuentan de manera destacada con sintetizador y piano.
En una entrevista con el Daily Express, Gaskarth describió el sonido del álbum como una "fusión" de Last Young Renegade y Wake Up, Sunshine. Dijo en una entrevista separada con Recovery Magazine que muchas canciones del álbum fueron influenciadas por artistas como Queen y Elton John.

## Lista de canciones
| N.º | Título                                   | Productor (s) | Duración |  |
| 1.  | «Tell Me I'm Alive»                      | Gaskarth      | 2:36     |  |
| 2.  | «Modern Love»                            | Gaskarth      | 3:15     |  |
| 3.  | «Are You There?»                         | Gaskarth      | 3:13     |  |
| 4.  | «Sleepwalking»                           | Gaskarth      | 3:07     |  |
| 5.  | «Calm Down»                              | Gaskarth      | 3:14     |  |
| 6.  | «English Blood // American Heartache»    | Gaskarth      | 3:16     |  |
| 7.  | «The Sound of Letting Go»                | Gaskarth      | 2:39     |  |
| 8.  | «New Religion» (con Teddy Swims)         | Gaskarth      | 3:04     |  |
| 9.  | «The Way You Miss Me»                    | Gaskarth      | 3:40     |  |
| 10. | «I'd Be Fine (If I Never Saw You Again)» | Gaskarth      | 2:59     |  |
| 11. | «Kill Ur Vibe»                           | Gaskarth      | 3:30     |  |
| 12. | «The Other Side»                         | Gaskarth      | 2:48     |  |
| 13. | «Lost Along the Way»                     | Gaskarth      | 3:41     |  |

## Personal
All Time Low
- Alex Gaskarth – Voz principal, guitarra rítmica
- Jack Barakat – Guitarra principal
- Zack Merrick – Bajo, corista
- Rian Dawson – Batería, percusión